# La Roque-en-Provence
La Roque-en-Provence, anteriormente Roquestéron-Grasse, es una población y comuna francesa, en la región de Provenza-Alpes-Costa Azul, departamento de Alpes Marítimos, en el distrito de Grasse y cantón de Coursegoules.

## Demografía
| 47 | 40 | 56 | 59 | 59 | 65 |
| Para los censos de 1962 a 1999 la población legal corresponde a la población sin duplicidades (Fuente: INSEE [Consultar]) |    |    |    |    |    |